# Sarcotragus foetidus
Sarcotragus foetidus är en svampdjursart som beskrevs av Schmidt 1862. Sarcotragus foetidus ingår i släktet Sarcotragus och familjen Irciniidae.
Artens utbredningsområde är Kroatien. Inga underarter finns listade i Catalogue of Life.